# Det som aldrig fick ske
Det som aldrig fick ske: Skolattentatet i Trollhättan är en reportagebok av journalisten och författaren Åsa Erlandsson som utgavs på Norstedts förlag den 29 september 2017. Boken handlar om skoldådet på Kronans skola den 22 oktober 2015 då gärningsmannen Anton Lundin Pettersson mördade tre personer med ett svärd och skadade ytterligare en person allvarligt. 
Boken skildrar gärningsmannens barndom och uppväxt och vägen till att bli den som utförde Sveriges blodigaste skolattentat. Boken beskriver också 1990-talets Trollhättan då staden pekades ut som "rasismens huvudstad" och den tidsanda som rådde i Sverige vid tiden för skoldådet. "Det som aldrig fick ske" handlar också om de drabbade och deras anhöriga och bygger på sammanlagt över 80 intervjupersoner, däribland representanter för alla de drabbade familjerna samt gärningsmannens storebror som uttalar sig för första gången. Ingen ur familjen har tidigare låtit sig intervjuas. En central del i boken är forskning kring så kallade ensamagerande gärningsmän och likheter och skillnader med tidigare högerextrema gärningsmän som Anders Behring Breivik, Peter Mangs och John "Lasermannen" Ausonius. 
Boken blev till efter att Erlandsson skrivit ett reportage i tidningen Svensk Polis om Kronandådet. Reportaget "Tillbaka på Kronan" lästes av personal på Norstedts, som hörde av sig och frågade om Erlandsson ville skriva en bok.

## Innehåll
Skolattacken i Trollhättan redovisas i boken minut för minut. I såväl svenska som internationella medier påstods att Lavin Eskandar dog då han försökte rädda barn på skolan och utkämpade en kamp mot gärningsmannen. I "Det som aldrig fick ske" framkommer dock att Eskandar attackerades direkt, utan någon chans att försvara sig. Två ögonvittnen som såg attacken från en loftgång ovanför samt polisens utredning visade detta. Eskandar hade heller inga avvärjningsskador på kroppen. I boken "Det som aldrig fick ske" intervjuas några av de journalister som påstod att det hade utkämpats en kamp och de svarar att de inte längre minns varifrån de fick dessa uppgifter.
I boken "Det som aldrig fick ske" finns nya faktauppgifter. Till exempel hittade författaren ett hemligt avskedsbrev som polisen hade missat i sin utredning. De anhöriga visste inte heller att det fanns. Anton Lundin Pettersson skickade brevet, ett privat digitalt meddelande, klockan 09.11 på attentatsdagen till en 25-årig man i Holland som Anton Lundin Pettersson i flera år spelat spel med över nätet, och chattat med. Anton Lundin Pettersson kallade 25-åringen sin enda vän i världen och skrev i meddelandet att han förväntar sig att vara död inom en eller två timmar, att han hatar sig själv och att han hoppas att poliserna kommer att sikta rätt så att han blir skjuten och inte överlever sitt attentat. Brevet avslutas med "I love you //Anton". Författaren Åsa Erlandsson lyckas få kontakt med 25-åringen och intervjua honom. 25-åringen berättar att han blev chockad över att Lundin Pettersson begick ett rasistiskt dåd eftersom han inte visat några sådana sympatier för honom. Tvärtom är 25-åringen öppet transsexuell och vittnar om att Anton Lundin Pettersson rörde sig i hans hbtq-värld. 

## Mottagande
Boken "Det som aldrig fick ske" fick mycket uppmärksamhet då den innehöll nya uppgifter och röster. Redan den 26 september, tre dagar innan boken officiellt kom ut, publicerade Aftonbladet ett stort utdrag ur boken med fokus på att gärningsmannens bror för första gången talade ut. Dagen efter publicerade DN en artikel som byggde på det hemliga avskedsbrevet. Samma dag sände Sveriges Radios Ekoredaktion ett inslag som handlade om att polisen missat att utreda gärningsmannens digitala spår. Den 28 september följde Expressen upp med en artikel som fokuserar på gärningsmannens mamma och den fråga som hon ställde gång på gång till polisen: "Har jag rätt att sörja min son?"
Bokmässan i Göteborg den 29 september till 1 oktober innehöll flera framträdanden och intervjuer. På den alternativa Bokmässan hölls ett seminarium där Åsa Erlandsson, Mattias Gardell och Gellert Tamas diskuterade likheter och skillnader mellan de gärningsmän som de studerat: Anton Lundin Pettersson, Peter Mangs och John "Lasermannen" Ausonius.
I sin podd "Utvik och Böcker" säger Magnus Utvik att "Det som aldrig fick ske" är "Höstens starkaste bok, lika omvälvande som Gellert Tamas "Lasermannen".
2017 vann Åsa Erlandsson Stora Journalistpriset i klassen Årets berättare för boken Det som aldrig fick ske.
2018 nominerades Erlandsson till Guldspaden för boken Det som aldrig fick ske.
2018 tilldelades Erlandsson Natur & Kulturs debattbokspris för Det som aldrig fick ske.